# História do pão

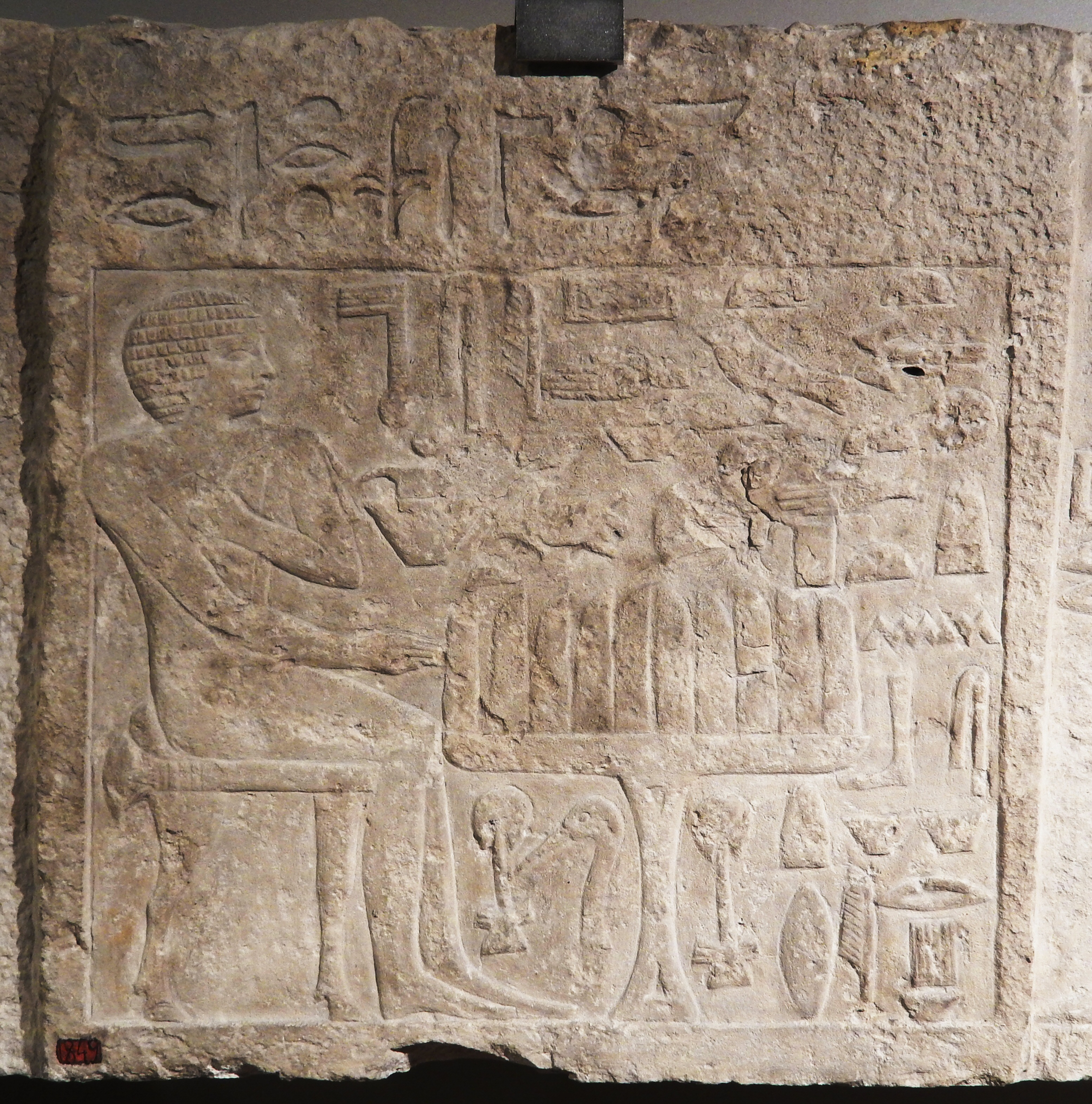
Estela de laje da tumba mastaba de Itjer em Gizé. 4.ª Dinastia, 2543-2435 a.C. Itjer está sentado a uma mesa com fatias de pão, mostradas na vertical por convenção. Museu Egípcio, Turim.

O pão foi fundamental para a formação das primeiras sociedades humanas. Do Crescente Fértil, onde o trigo foi domesticado, o cultivo se espalhou para o norte e oeste, para a Europa e Norte de África, e para o leste em direção ao Ásia Oriental. Isso, por sua vez, levou à formação de cidades, em oposição ao estilo de vida nômade e deu origem a formas cada vez mais sofisticadas de organização social. Desenvolvimentos semelhantes ocorreram nas Américas com o milho e na Ásia com o arroz.

## Antiguidade
Migalhas carbonizadas de um pão sírio feito por caçadores-coletores natufianos de trigo selvagem, cevada selvagem e raízes de plantas entre 14.600 e 11.600 anos atrás foram encontrados no sítio arqueológico de Shubayqa 1 no Deserto Negro da Jordânia, antecedendo a fabricação mais antiga conhecida de pão de trigo cultivado por milhares de anos. Pedras de amolar datadas de trinta mil anos, possivelmente usadas para moer grãos e sementes em farinha, foram desenterradas nos últimos anos na Austrália e na Europa, mas não há evidências definitivas de que essas ferramentas ou seus produtos foram usados para fazer pães.
De resto, o pão está fortemente associado à agricultura. O trigo começou a ser cultivado no Crescente Fértil. O pão é encontrado em sítios neolíticos na Turquia e na Europa de cerca de 9.100 anos atrás.

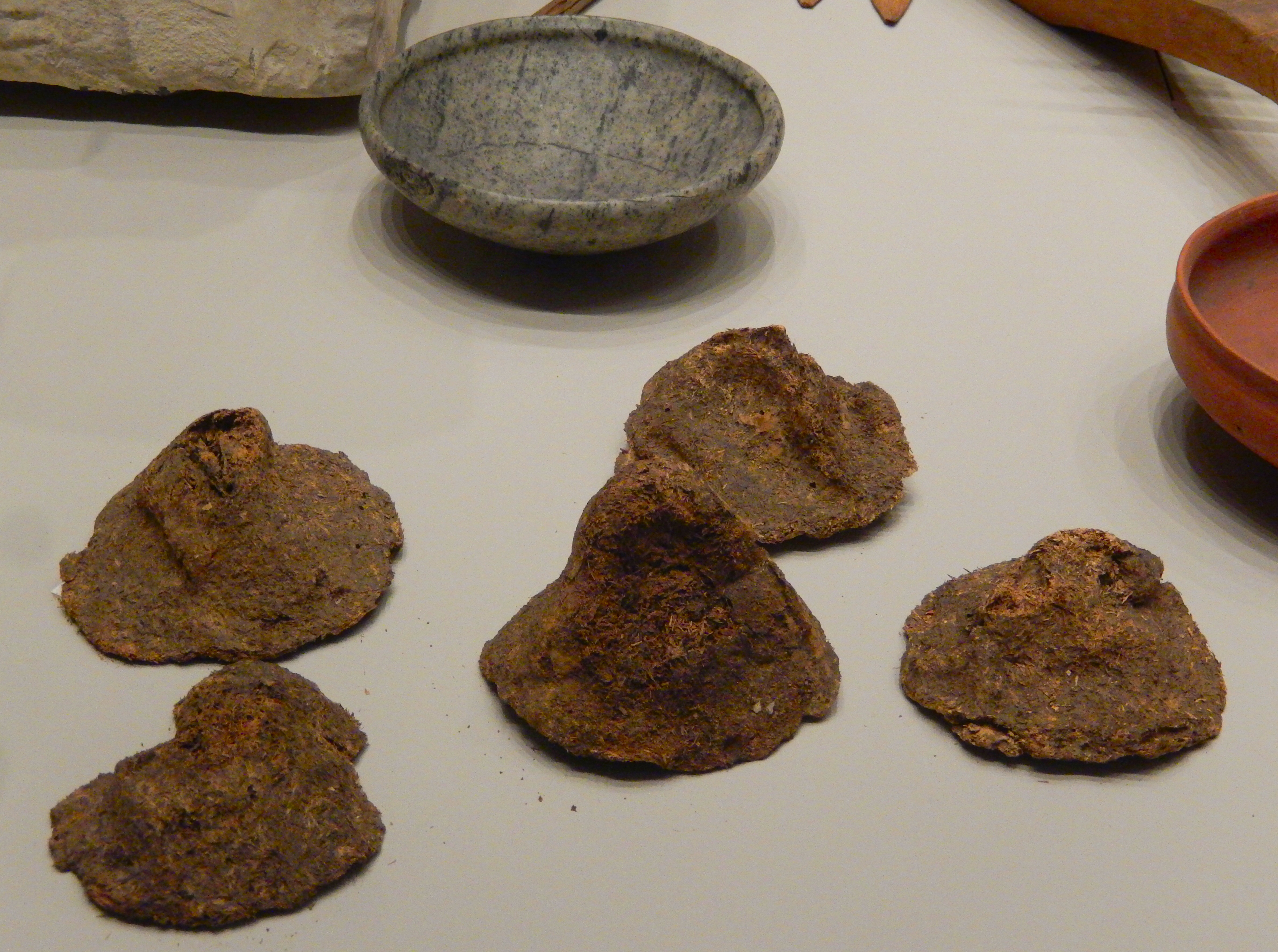
Pães cônicos como bens funerários exatamente como dispostos na Grande Tumba, Necrópole do Norte, Gebelein, 5.ª Dinastia (Reino Antigo), 2435–2305 a.C. Escavações de Ernesto Schiaparelli, 1911. Museu Egípcio, Turim, S. 14051-14055.

Existem extensas evidências de panificação no Antigo Egito durante o período neolítico, cerca de dez mil anos atrás, na forma de representações artísticas, restos de estruturas e itens usados na panificação e restos da massa e do próprio pão.
A fonte mais comum de fermento na antiguidade era reter um pedaço de massa (com açúcar e água) do dia anterior para utilizar como uma forma de fermento natural. Plínio, o Velho, relatou que os gauleses e os ibéricos usavam a espuma retirada da cerveja para produzir "um tipo de pão mais leve do que os outros povos". Partes do mundo antigo que bebiam vinho em vez de cerveja usavam uma pasta composta de mosto de uva e farinha que começava a fermentar, ou farelo de trigo embebido em vinho, como fonte de fermento. Além disso, diferentes formas de moeda foram trocadas no Egito Antigo antes de começarem a usar moedas no primeiro milênio a.C. Até esse momento, eles não dependiam de prata ou ouro, mas trocavam mercadorias do dia a dia. Para os pobres, o pão e a cerveja eram usados para pagar os trabalhadores de subsistência.
A ideia de um forno autônomo que pudesse ser pré-aquecido, com uma porta de acesso, parece ter sido grega.
Nas Américas, os maias eram conhecidos como "os homens do milho" e usavam esse milho para criar coisas como tortilhas, tamales e outros pães. Os mexicanos modernos adotaram essas tradições, tornando o milho e o pão uma parte popular dos pratos mexicanos.
Mesmo na antiguidade havia uma grande variedade de pães. Nos tempos antigos, o pão grego era de cevada: Sólon declarou que o pão de trigo só poderia ser assado em dias de festa. Por volta do século V a.C., o pão podia ser comprado em Atenas em uma padaria e, em Roma, os padeiros gregos apareceram no século II a.C., quando a Ásia Menor helenizada foi adicionada ao domínio romano como a província da Ásia; os padeiros estrangeiros foram autorizados a formar um colégio. No Deipnosophistae, o autor Ateneu (c. 170 - c. 230 d.C.) descreve alguns dos pães, bolos e doces disponíveis no mundo clássico. Entre os pães mencionados estão bolos grelhados, pão de mel e óleo, pães em forma de cogumelo cobertos com sementes de papoula e a especialidade militar de pãezinhos assados no espeto. O tipo e a qualidade das farinhas usadas para produzir pão também podem variar, como observado por Dífilo quando declarou que “o pão feito de trigo, em comparação com o feito de cevada, é mais nutritivo, mais digerível e superior em todos os aspectos. de mérito, o pão feito de farinha refinada [peneirada] vem primeiro, depois o pão de trigo comum, e depois o pão sem farinha, feito de farinha que não foi peneirada." A essencialidade do pão na dieta se refletia no nome do resto da refeição: ópson, "condimento", ou seja, acompanhamento do pão, seja ele qual for.